# Mec Art
El Mec Art (en francés, Mec'art, abreviatura de la expresión inglesa Mechanical Art) es un movimiento artístico que apareció en 1963 en Europa.
Consagrado en 1965 por la exposición «Hommage à Nicéphore Niepce» en la Galerie J de París, las obras utilizan traslada una imagen fotográfica preexistente sobre soportes variados (lienzo o placa emulsionada, papel, ... ) a través de técnicas mecánicas de reproducción. Las fotografías podían provenir de revistas, de imágenes publicitarias o de reportajes, entre otros.

## Principales representantes
- Alain Jacquet
- Mimmo Rotella
- Pol Bury
- Éric Beynon
- Gianni Bertini
- Nikos